# Glomsjön
Glomsjön är en sjö i Lunds kommun i Skåne och ingår i Kävlingeåns huvudavrinningsområde. Glomsjön ligger i Kungsmarkens Natura 2000-område.